# Titus Iulius Priscus
Titus Iulius Priscus Thracia kormányzója volt 250-ben. 
250 elején a gótok Kniva vezetésével a Dunán átkelve megtámadták Moesiát. Decius római császár Nicopolis alatt nagy győzelmet aratott a gótok felett, akik délre, Philippopolis felé vonultak vissza. A római sereg üldözte őket, de a gótok Beroe mellett meglepték és legyőzték őket. A Philippolpolisban tartózkodó, gótok által ostromlott Priscus így nem remélhetett felmentést. Ezért rávette a hadseregét, hogy kiáltsák ki császárnak – Decius még élt –, hogy így a hatalom birtokosaként tárgyalhasson a gótokkal. meg is egyezett velük a szabad elvonulásban, a gótok azonban az egyezséget megszegve legyilkolták a Philippolisban hátramaradt rómaiakat – köztük szenátorokat – és kifosztották a várost. Priscus árulásáért hamarosan életével fizetett ismeretlen körülmények között.